# Snowboarding na Zimowej Uniwersjadzie 2023 – Slopestyle kobiet
Slopestyle kobiet na Zimowej Uniwersjadzie 2023 odbył się w dniach 17–18 stycznia w Gore Mountain.

## Terminarz
| Data        | Konkurencja  | Godzina rozpoczęcia | Godzina rozpoczęcia |
| Data        | Konkurencja  | UTC-05:00           | CET                 |
| ----------- | ------------ | ------------------- | ------------------- |
| 17 stycznia | Kwalifikacje | 19:05               | 13:05               |
| 18 stycznia | Finał        | 19:05               | 13:05               |

## Wyniki

### Kwalifikacje
| Pozycja | Nr | Zawodnik             | Reprezentacja | Przejazdy | Przejazdy | Najlepszy | Uwagi |
| Pozycja | Nr | Zawodnik             | Reprezentacja | 1         | 2         | Najlepszy | Uwagi |
| ------- | -- | -------------------- | ------------- | --------- | --------- | --------- | ----- |
| 1.      | 2  | Livia Tanno          | Szwajcaria    | 35,25     | 90,00     | 90,00     | Q     |
| 2.      | 1  | Hikari Yoshizawa     | Japonia       | 88,50     | 35,75     | 88,50     | Q     |
| 3.      | 3  | Noémie Equy          | Francja       | 81,75     | 45,25     | 81,75     | Q     |
| 4.      | 5  | Tinkara Tanja Valcl  | Słowenia      | 21,75     | 36,75     | 36,75     | Q     |
| DNS     | 4  | Karoliina Wuorivirta | Finlandia     | DNS       | DNS       | DNS       | Q     |

### Finał
| Pozycja | Nr | Zawodnik             | Reprezentacja | Przejazdy | Przejazdy | Najlepszy |
| Pozycja | Nr | Zawodnik             | Reprezentacja | 1         | 2         | Najlepszy |
| ------- | -- | -------------------- | ------------- | --------- | --------- | --------- |
| 01 !    | 2  | Livia Tanno          | Szwajcaria    | 35,25     | 90,00     | 90,00     |
| 02 !    | 3  | Noémie Equy          | Francja       | 23,50     | 68,50     | 68,50     |
| 03 !    | 5  | Tinkara Tanja Valcl  | Słowenia      | 52,25     | 27,25     | 52,25     |
| 4.      | 1  | Hikari Yoshizawa     | Japonia       | 15,75     | 42,75     | 42,75     |
| DNS     | 4  | Karoliina Wuorivirta | Finlandia     | DNS       | DNS       | DNS       |